# Rallye Monte Carlo 2008

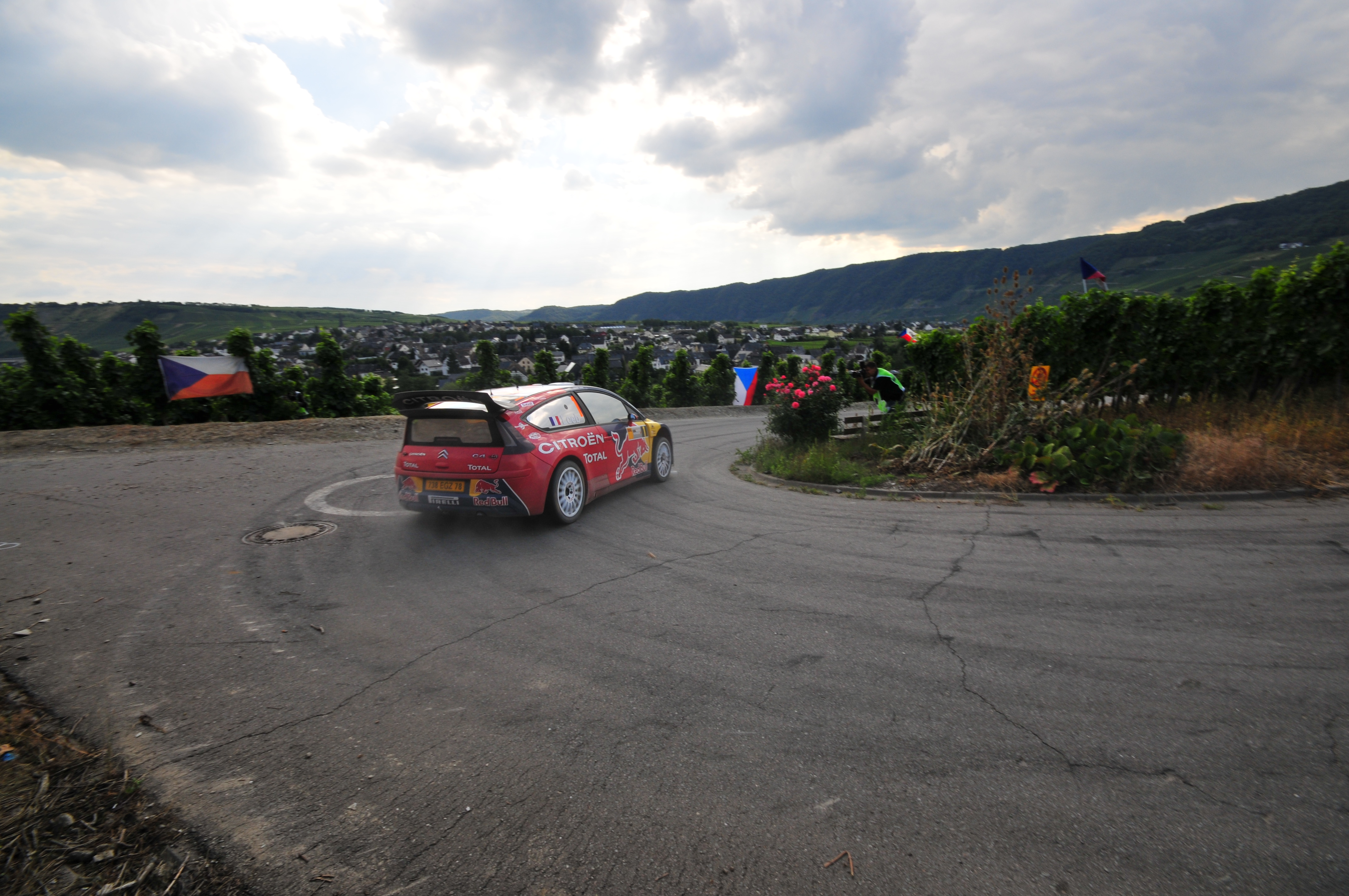
Sébastien Loeb und Daniel Elena im Citroën C4 WRC

Die 76. Rallye Monte Carlo war der erste von 15 FIA-Weltmeisterschaftsläufen 2008. Die Rallye bestand aus 19 Wertungsprüfungen und wurde zwischen dem 24. und dem 27. Januar gefahren.

## Bericht
Sébastien Loeb (Citroën) hatte, als erster Pilot überhaupt, in der 75-jährigen Geschichte der Rallye Monte Carlo den Klassiker zum fünften Mal gewonnen. Loeb ging in der zweiten Wertungsprüfung am Donnerstagabend in Führung und kontrollierte von da ab die Rallye. Am Freitag fuhr er in vier von sechs Wertungsprüfungen die Bestzeit. Ab Samstagmittag änderte Loeb die Taktik und schonte sein Auto, denn da schied der zweitplatzierte Teamkollege Dani Sordo mit Motorschaden aus. Der Ford-Werkspilot Mikko Hirvonen kam so auf den zweiten Rang. Loeb hatte nach der abschließenden Wertungsprüfung einen Vorsprung von über 2:34 Minuten.
Während der erste und der zweite Rang schon vergeben war, entwickelte sich ein harter Kampf um den dritten Rang. Subaru-Pilot Chris Atkinson und Francois Duval (Ford) fuhren am Samstag ein enges Duell, Atkinson konnte bis dahin vorne bleiben. Während Atkinson Topzeiten fuhr, fiel Duval zurück und hatte am Abend einen Rückstand von 20 Sekunden. Doch am Sonntag folgte am Col de Turini und den anderen Wertungsprüfungen in den Bergen oberhalb von Monaco der Konter von Duval. Er fuhr von vier Wertungsprüfungen drei Bestzeiten und hatte vor der letzten WP nur noch 1,1 Sekunden Rückstand. Die beiden Fahrer absolvierten die 2,7 Kilometer lange WP exakt zeitgleich. Damit konnte Atkinson seinen Vorsprung über die Ziellinie retten und verteidigte den dritten Rang.

## Klassifikationen

### Endresultat
| Pos | Fahrer               | Co-Pilot             | Auto               | Zeit      | Rückstand | Punkte |
| WRC | WRC                  | WRC                  | WRC                | WRC       | WRC       | WRC    |
| --- | -------------------- | -------------------- | ------------------ | --------- | --------- | ------ |
| 01  | Sébastien Loeb       | Daniel Elena         | Citroën C4 WRC     | 3:39:17.0 | 00:00.0   | 10     |
| 02  | Mikko Hirvonen       | Jarmo Lehtinen       | Ford Focus RS WRC  | 3:41:51.4 | 02:34.4   | 8      |
| 03  | Chris Atkinson       | Stéphane Prévot      | Subaru Impreza WRC | 3:42:15.6 | 02:58.6   | 6      |
| 04  | François Duval       | Eddy Chevalier       | Ford Focus RS WRC  | 3:42:16.7 | 02:59.7   | 5      |
| 05  | Petter Solberg       | Phil Mills           | Subaru Impreza WRC | 3:43:57.9 | 04:40.9   | 4      |
| 06  | Gigi Galli           | Giovanni Bernacchini | Ford Focus RS WRC  | 3:48:03.5 | 08:46.5   | 3      |
| 07  | Jean-Marie Cuoq      | Philippe Janvier     | Peugeot 307 WRC    | 3:49:41.8 | 10:24.8   | 2      |
| 08  | Per-Gunnar Andersson | Jonas Andersson      | Suzuki SX4 WRC     | 3:50:36.5 | 11:19.5   | 1      |
| 09  | Henning Solberg      | Cato Menkerud        | Ford Focus RS WRC  | 3:52:00.6 | 12:43.6   |        |
| 10  | Matthew Wilson       | Scott Martin         | Ford Focus RS WRC  | 3:53:17.1 | 14:00.1   |        |

### Wertungsprüfungen
| Tag                                 | WP                                    | Name                               | Länge    | Start MEZ                     | Gewinner                       | Co-Pilot           | Auto           | Zeit       | Ø km/h     | Leader         |
| ----------------------------------- | ------------------------------------- | ---------------------------------- | -------- | ----------------------------- | ------------------------------ | ------------------ | -------------- | ---------- | ---------- | -------------- |
| Tag 1 (24. Jan.)                    | WP1                                   | Jean en Royans – Col de la Chau    | 28,12 km | 18:46                         | Dani Sordo                     | Marc Martí         | Citroën C4 WRC | 14:08.9    | 119,3 km/h | Dani Sordo     |
| Tag 1 (24. Jan.)                    | WP2                                   | La Cime du Mas – Col de Gaudissart | 17,58 km | 19:36                         | Sébastien Loeb                 | Daniel Elena       | Citroën C4 WRC | 09:25.7    | 111,9 km/h | Sébastien Loeb |
| Tag 1 (24. Jan.)                    | Service Valence 21:01 Uhr (45 Min.)   |                                    |          |                               |                                |                    |                |            |            | Sébastien Loeb |
| Tag 2 (25. Jan.)                    |                                       |                                    |          |                               |                                |                    |                |            |            | Sébastien Loeb |
| Service Valence 06:50 Uhr (15 Min.) |                                       |                                    |          |                               |                                |                    |                |            |            | Sébastien Loeb |
| WP3                                 | St. Pierreville – Col de la Fayolle 1 | 29,52 km                           | 08:24    | Sébastien Loeb                | Daniel Elena                   | Citroën C4 WRC     | 18:54.4        | 93,7 km/h  |            | Sébastien Loeb |
| WP4                                 | Burzet – Lachamp Raphael 1            | 16,30 km                           | 10:02    | Dani Sordo                    | Marc Martí                     | Citroën C4 WRC     | 09:37.1        | 101,7 km/h |            | Sébastien Loeb |
| WP5                                 | St. Martial – Le Chambon – Beleac 1   | 12,66 km                           | 10:48    | Sébastien Loeb                | Daniel Elena                   | Citroën C4 WRC     | 08:06.2        | 93,7 km/h  |            | Sébastien Loeb |
| Service Valence 13:02 Uhr (30 Min.) |                                       |                                    |          |                               |                                |                    |                |            |            | Sébastien Loeb |
| WP6                                 | St. Pierreville – Col de la Fayolle 2 | 29,52 km                           | 14:51    | Sébastien Loeb                | Daniel Elena                   | Citroën C4 WRC     | 18:41.8        | 94,7 km/h  |            | Sébastien Loeb |
| WP7                                 | Burzet – Lachamp Raphael 2            | 16,30 km                           | 16:29    | Sébastien Loeb                | Daniel Elena                   | Citroën C4 WRC     | 09:40.7        | 101,1 km/h |            | Sébastien Loeb |
| WP8                                 | St. Martial – Le Chambon – Beleac 2   | 12,66 km                           | 17:15    | Sébastien Loeb                | Daniel Elena                   | Citroën C4 WRC     | 08:03.6        | 94,2 km/h  |            | Sébastien Loeb |
| Service Valence 19:11 Uhr (45 Min.) |                                       |                                    |          |                               |                                |                    |                |            |            | Sébastien Loeb |
| Tag 3 (26. Jan.)                    |                                       |                                    |          |                               |                                |                    |                |            |            | Sébastien Loeb |
| Service Valence 05:55 Uhr (15 Min.) |                                       |                                    |          |                               |                                |                    |                |            |            | Sébastien Loeb |
| WP9                                 | Labatie d'Andaure – Lalouvesc 1       | 19,37 km                           | 07:31    | Dani Sordo                    | Marc Martí                     | Citroën C4 WRC     | 11:18.1        | 102,8 km/h |            | Sébastien Loeb |
| WP10                                | St. Bonnet – St. Bonnet 1             | 25,36 km                           | 08:13    | Sébastien Loeb                | Daniel Elena                   | Citroën C4 WRC     | 12:39.0        | 120,3 km/h |            | Sébastien Loeb |
| WP11                                | Lamastre – Gilhoc – Alboussiere 1     | 21,66 km                           | 09:38    | Sébastien Loeb                | Daniel Elena                   | Citroën C4 WRC     | 12:59.8        | 100,0 km/h |            | Sébastien Loeb |
| Service Valence 11:01 Uhr (30 Min.) |                                       |                                    |          |                               |                                |                    |                |            |            | Sébastien Loeb |
| WP12                                | Labatie d'Andaure – Lalouvesc 2       | 19,37 km                           | 12:52    | Sébastien Loeb                | Daniel Elena                   | Citroën C4 WRC     | 11:12.0        | 103,8 km/h |            | Sébastien Loeb |
| WP13                                | St. Bonnet – St. Bonnet 2             | 25,36 km                           | 13:34    | Chris Atkinson                | Stéphane Prévot                | Subaru Impreza WRC | 12:23.9        | 122,7 km/h |            | Sébastien Loeb |
| WP14                                | Lamastre – Gilhoc – Alboussiere 2     | 21,66 km                           | 15:59    | Sébastien Loeb                | Daniel Elena                   | Citroën C4 WRC     | 13:08.4        | 98,9 km/h  |            | Sébastien Loeb |
| Service Valence 16:04 Uhr (45 Min.) |                                       |                                    |          |                               |                                |                    |                |            |            | Sébastien Loeb |
| Tag 4 (27. Jan.)                    |                                       |                                    |          |                               |                                |                    |                |            |            | Sébastien Loeb |
| Service Gilette 07:50 Uhr (15 Min.) |                                       |                                    |          |                               |                                |                    |                |            |            | Sébastien Loeb |
| WP15                                | La Bollene Vesubie – Moulinet 1       | 22,68 km                           | 09:50    | François Duval                | Eddy Chevalier                 | Ford Focus RS WRC  | 15:48.6        | 86,1 km/h  |            | Sébastien Loeb |
| WP16                                | Luceram – Loda                        | 15,34 km                           | 11:08    | Daniel Sordo                  | Marc Martí                     | Citroën C4 WRC     | 10:51.7        | 84,7 km/h  |            | Sébastien Loeb |
| WP17                                | La Bollene Vesubie – Moulinet 2       | 22,68 km                           | 11:51    | François Duval                | Eddy Chevalier                 | Ford Focus RS WRC  | 15:27.7        | 88,0 km/h  |            | Sébastien Loeb |
| WP18                                | Luceram – Col des Portes              | 6,25 km                            | 13:09    | François Duval                | Eddy Chevalier                 | Ford Focus RS WRC  | 04:24.4        | 85,1 km/h  |            | Sébastien Loeb |
| Service Gilette 13:54 Uhr (10 Min.) |                                       |                                    |          |                               |                                |                    |                |            |            | Sébastien Loeb |
| WP19                                | Circuit de Monaco                     | 2,70 km                            | 15:10    | Chris Atkinson François Duval | Stéphane Prévot Eddy Chevalier | Ford Focus RS WRC  | 01:40.7        | 96,5 km/h  |            | Sébastien Loeb |

### Gewinner Wertungsprüfungen
| WP                   | Anzahl | Fahrer         | Auto               |
| -------------------- | ------ | -------------- | ------------------ |
| 2, 3, 5–8, 10–12, 14 | 10     | Sébastien Loeb | Citroën C4 WRC     |
| 1, 4, 9, 16          | 4      | Dani Sordo     | Citroën C4 WRC     |
| 15, 17–19            | 4      | François Duval | Ford Focus RS WRC  |
| 13, 19               | 2      | Chris Atkinson | Subaru Impreza WRC |

### Fahrer-WM nach der Rallye
| Pos. | Fahrer         | Punkte |
| ---- | -------------- | ------ |
| 1    | Sébastien Loeb | 10     |
| 2    | Mikko Hirvonen | 8      |
| 3    | Chris Atkinson | 6      |
| 4    | François Duval | 5      |
| 5    | Petter Solberg | 4      |

### Team-Weltmeisterschaft
| Pos. | Team        | Punkte |
| ---- | ----------- | ------ |
| 1    | Citroën WRT | 11     |
| 2    | Subaru WRT  | 10     |
| 3    | Ford WRT    | 8      |
| 4    | Stobart WRT | 8      |
| 5    | Suzuki WRT  | 2      |